# 会長の切り札
『会長の切り札』（かいちょうのジョーカー）は、鷹見一幸による日本のライトノベル。イラストはKeGが担当している。角川スニーカー文庫より2008年11月から2009年12月まで刊行された。高校の存亡をかけてイベントで決着を付ける事になってしまい、自分達の高校を守るために奮闘する学生たちの、圧倒的に不利な状況から知恵と意地で勝利をつかむ姿を書いた作品。
本編の完結後、エンターブレインのウェブコミック配信サイト『ファミ通コミッククリア』でコミカライズ作品が連載された。作画はやとやにわ。
当作品では「切り札」を表す英語は「Joker（ジョーカー）」としているが、「Joker（ジョーカー）」は本来「おどけ者（道化師）」を意味する。本来の「切り札」を表す英語は「Trump（トランプ）」である。詳しくはトランプを参照。

## あらすじ
とある地方の3つの町が合併する事になり、その関係で高校の統廃合も行われることになる。ところが、高校の統廃合の方針を巡っての会議が泥沼化。合併の方針も棚上げされている状態となってしまっていた。そんな折、合併協議会に参考人として呼ばれていた楢山高校生徒会長早乙女朋絵が、終わる気配のない論争にしびれを切らして話の中に割り込んだところ、官僚藍山真由子の計らいもあり、「高校統廃合の決定権を高校の生徒に委ねる」ことが決まってしまう。その結果、3町の3つの高校が、その存亡を賭けた生徒同士の対決をすることとなる。
第一巻「一芸クラブに勝機あり」
楢山高校VS樫森高校。楢山町に復元された楢山城を舞台に、攻城戦で勝敗を決める事に。「楢山高校は軟弱者だ」と見下す、文武両道の樫森高校。「俺たちには関係ない」と突き放す、一部生徒たち。内憂外患の状況の中、「楢山高校を残したい」という願いを叶える為に。一人の怠け者は、切れ者としての実力をあらわにした。
第二巻「忍者ガールで罠をはれ!」
楢山高校VS桜川高校。「水雷艦長」というゲームを用いて、勝敗を決める事に。樫森高校との勝負を決した楢山高校。次なる相手の桜川高校は、調略を仕掛けてくる強敵であった。情報戦に心理戦。策謀を制するのは、楢山軍師：所 光明なのか、あるいは桜川軍師：大西 由紀江なのか。最後まで気を抜けない対決が、ここに始まった。
第三巻「軍師ゲームの裏を読め!」
樫森高校VS桜川高校の前半戦。諸事情有って、二校の対決プロデュースを任されてしまった、楢山高校生徒会の面々だが……。後半戦のモノポリーを優位に導く為に、数々のミニゲームで争う両校の生徒たち。対決の中で繰り広げられる、成長、友情、そして恋愛の物語。勝利の神様はどちらに微笑むのか。市の合併問題をも左右する戦が、ここに始まった！
第四巻「逆転プランの用意あり!」
樫森高校VS桜川高校の後半戦。四巻においては、前半戦で獲得した物件やポイントを元に、実物モノポリーで決着を付ける事に。どちらが勝利するのか、そして恋愛模様の行く先は。生徒たちの、高校の、そして市の未来へと繋がるラストゲーム。最後の大仕掛け、ここにスタート！

## 登場人物

### 楢山高校
早乙女 朋絵（さおとめ ともえ）
生徒会・会長。本作のヒロイン。何事も一生懸命で真っ直ぐな心の持ち主で、大好きな楢山高校を守るために全力で活動しようとしている。
光明とは家が近所で、さらに早乙女家と所家には明治以前から家ぐるみの付き合いがあるので、幼馴染の間柄。彼のことは誰よりも信頼しており、彼を副会長に抜擢したのも朋絵である。
弓道は三段の腕前。樫森高校との対決では弓道着に身を包んで登場する。その対決後、その凛々しい姿と本人の名前から「戦乙女」や「巴御前」、それをつなげた名称などのあだ名で呼ばれるようになる。
所 光明（ところ みつあき）
生徒会・副会長で、朋絵の幼馴染。冷静沈着な性格で、単刀直入的なの彼女をサポートしている。作品名の『会長の切り札』とは彼のことを指す。
頭の回転が速く、高い洞察力と判断力、交渉力を持つが、本人は「人間の本気は、何かを守るときに出せばいい」と言って自分の能力をひけらかそうとしないので、いつもぼんやりしていて目立たない存在。ただし、中学生時代の修学旅行で起きたアクシデントに率先して対処した一件から、周囲からは切れ者として知られている。
「楢山高校を残すという朋絵の望みを叶えたい」との思いから、参謀として東奔西走。高校同士の対決を地域社会や省庁まで巻き込んだお祭り騒ぎに発展させ、「楢山高校の仕掛け人」として他の高校から一目置かれるようになる。
そして、樫森・桜川に勝利し、楢山高校存続が決定したため、自らの役目は終わったと思っていたが、大人たちの思惑や朋絵からの説得を受け、樫森・桜川の対決をプロデュースすることになる。
北条 麻衣（ほうじょう まい）
生徒会・役員。一年生。
一卵性双生児の姉。男の子と女の子が両方欲しかった母親の趣味で男の子の格好をさせられており、中学の制服を着るまでスカートをはいたことがなかった。その影響で一人称は「ボク」であり、中性的な雰囲気があるので女生徒から人気がある。
北条 芽衣（ほうじょう めい）
生徒会・役員。一年生。
一卵性双生児の妹。宇佐美にアタック中。将来彼と結婚したら自分は経営者夫人になり、夫をサポートしなければいけなくなると思い、ビジネス書などを読んで勉強している。
宇佐美 健一（うさみ けんいち）
一年生学年総代。
スーパーマーケット『ウサギヤ』の跡取り息子。おっちょこちょいなところがあるが、誰からも好感を持たれている。
山仲 鹿子（やまなか しかこ）
二年生学年総代。生徒会執行部で唯一眼鏡をかけている。真面目な顔で馬鹿なことをいうタイプ。樫森高校に通う兄がおり、エリートを気取る兄に反感を抱いている。
長篠 芳江（ながしの よしえ）
文芸部・部長。三年生。
成績優秀で知的な美人。『柊 翼（ひいらぎ つばさ）』のペンネームで同人誌を作っている腐女子。その同人誌のファンからは「BLの女王様」と呼ばれることも。霧島のことが昔から好きだったが、意地っ張りな性格が災いしてなかなか切り出せないでいたが、大西が立てたハニートラップ作戦の際、なし崩し的に霧島へ告白。結果、恋人同士となる。
霧島 慶児（きりしま けいじ）
応援同好会・会長。三年生。
生徒総会によって応援団が廃止された際、それに反対して応援同好会を立ち上げ、以来たった一人で応援団の活動をし続けている気骨の持ち主。硬派だが、幼馴染の長篠には頭が上がらない。カリスマ性を買われて、光明に樫森高校戦の総大将となるよう依頼されるが、応援団廃止を決定した生徒会への反感もあって初めは拒否する。だが、長篠に説得されて、樫森高校戦の総大将になることを決意する。
百地 三太夫（ももち さんだゆう）
忍者同好会・会長。
本名は、河瀬 則之（かわせ のりゆき）。百地三太夫は忍者同好会・会長が代々名乗る名前。実家は『忍流小太刀道場（にんりゅうこだちどうじょう）』という小太刀の道場なのだが、リタから忍術道場だと誤解を受けている。
リタ・フォレスタル・エドワース
カナダからの留学生。一年生。
好奇心とチャレンジ精神が旺盛で前向きな性格。若干片言だが、日本人でも知らないような事を知っていたりする。巨乳なため、ビッグEと一部では呼ばれている。日本語や日本文化のほとんどをサブカルチャーから学んだため、色々と日本文化を誤解している。その関係で、百地の忍者同好会に加入している。桜川女子高校戦では総大将を務めている。

### 樫森高校
真行寺 正行（しんぎょうじ まさゆき）
生徒会・会長。三年生。
武人のような古風な物腰の人物。小太刀術皆伝の腕を持つ。町の流鏑馬保存会に所属している。20年に1人と言われる逸材で、カリスマ性を持っている。
本俵 寿明（ほんだわら としあき）
生徒会・副会長。三年生。
真行寺に従者のように付き従う小太りで強面の男。成績優秀で細かいことまで気が回る、樫森高校のブレーン。非常に真面目であり、自身も女性とは無縁だと思っていたが、麻衣との出会いで自分はアブノーマルなのかと思い悩む。たが、麻衣が女性だと判明すると彼女に対して照れ隠しするようになる。

### 桜川女子高校
華之宮 姫子（かのみや ひめこ）
生徒会・会長。三年生。
美人で有能だが大食。貧乳が悩み。おにぎりが大好物であり、強いこだわりをもっている。そのため、お見合いの席でおにぎりのことを理解してくれなかったという理由で、席を破談にしたという経歴を持つ。
淵田 美津子（ふちだ みつこ）
生徒会・副会長。
華之宮が薙刀部の部長も務めていて多忙なため、生徒会長代理を務めることも多い。
大西 由紀江（おおにし ゆきえ）
生徒会・書記長。
眼鏡をかけた美人。芝居じみた計画が好きで、楢山高校との対決を優位にするため、ハニートラップを計画し実行するが詰めが甘く、しかも光明たちにはバレバレの状態であったため、失敗している。
樫森対桜川の前半戦では競技の一つで光明の考えを読み切り、前半戦の勝利に貢献している。
秋野 茜（あきの あかね）
演劇部・部員。
プレッシャーに非常に弱く本番前にいつも吐いているが、一度スイッチが入れば優れた演技力を発揮する。ハニートラップ作戦のために選ばれるが、プレッシャーに負け失敗する。
樫森対桜川の前半戦では競技の一つで奮闘し、前半戦の勝利に貢献している。

### その他
藍山 真由子（あいやま まゆこ）
地方庁合併推進課・課長。
眼鏡をかけた、メリハリのあるプロポーションの美人官僚。光明の才能に興味を持つ。
進まない三町の高校の統廃合（と合併）に業を煮やし、『高校の統廃合決定権を当事者である高校生に与えて決めさせる』と強引に決め推進していくことになる。
野上（のがみ）
地方庁合併推進課・職員。
藍山の部下。気弱な性格で、よく藍山から怒鳴られている。

## 地名・組織
楢山町/樫森町/桜川町
関東地方にある架空の地方都市。三町とも財政赤字になっており、町村合併が進められている。
楢山高校
楢山町にある県立の共学校。楽しんだ者勝な気楽な校風。多数の同好会がある。
樫森高校
樫森町にある名門男子校。文武両道、質実剛健が校風。
桜川女子高校
桜川町にある名門女子高。気位の高いお嬢様高校。
ウサギヤ
楢山町、樫森町、桜川町の三町に7つの店舗を持つスーパーチェーン。ピンクのウサギのマークが目印。
マーケット内にフードコートやゲームセンターもあるようである。
地方庁
市町村合併の円滑な推進のために、総務省内に新設された庁。

## 既刊一覧

### 小説
- 鷹見一幸（著）・KeG（原作） 『会長の切り札』 角川書店〈角川スニーカー文庫〉、全4巻
  1. 「一芸クラブに勝機あり！」2008年10月31日発売[1]、ISBN 978-4-04-425723-1
  2. 「忍者ガールで罠をはれ！」2009年2月28日発売[2]、ISBN 978-4-04-425724-8
  3. 「軍師ゲームの裏を読め！」2009年7月31日発売[3]、ISBN 978-4-04-425725-5
  4. 「逆転プランの用意あり！」2009年11月28日発売[4]、ISBN 978-4-04-425726-2

### 漫画
- 鷹見一幸（著）・KeG（キャラクター原案）・やとやにわ（作画） 『会長の切り札』 エンターブレイン〈ファミ通コミッククリア〉、全2巻
  1. 2011年4月15日発売[5]、ISBN 978-4-04-727229-3
  2. 2012年2月15日発売[6] ISBN 978-4-04-727821-9